# 乔·帕斯
乔·帕斯（英語：Joe Pass）（原名Joseph Anthony Jacobi Passalaqua，1929年1月13日—1994年5月23日）是一名意大利西西里裔美国爵士乐吉他大师。他被普遍地认为是20世纪最伟大的爵士乐吉他手之一。他复杂的和弦旋律风格、对和弦转位与和弦進行过人的理解、流动低音（walking bass）的大量使用、以及在即兴演奏中对位法的使用，开创了爵士乐吉他的新可能性，并且对后来的吉他手产生了深刻的影响。
乔·帕斯主要使用吉他进行独奏。除此之外，他亦因与歌手艾拉·费兹洁拉和钢琴家奥斯卡·彼得森的长期合作而留芳于世。

## 早年生活
乔·帕斯生于新泽西州的新布朗斯维克。他的父亲马利亚诺·帕萨拉夸生于意大利西西里岛，是一名炼钢厂工人。乔·帕斯在宾夕法尼亚洲的约翰斯敦长大，并且在他9岁生日的时候得到了他的第一把Harmony牌吉他，这把吉他仅值17美元。他的父亲很早就意识到乔·帕斯在此方面颇有天赋（原文作：a little something happening），所以他一直鼓励乔·帕斯通过聆听来学习音乐，演奏一些并不是为吉他而作的乐曲，还让他练习音阶并且告诉他不要在音符间“留下空隙”——也就是说，补上旋律中的音符之间没有声音的部分。
在乔·帕斯14岁的时候，他开始参加演出，与托尼·帕斯托和查理·巴内特组成的乐队一同演出。在这期间他的吉他技巧日益精湛，并且他也学到了与音乐产业相关的事情。后来他与一些小规模的爵士乐队一同进行巡回演出，并且也从宾夕法尼亚州迁到了纽约。几年之后，他染上了海洛因的毒瘾，并且在监狱里度过了1950年代的大部分时间。后来，乔·帕斯在希纳能戒毒所（英語：Synanon）完成了一个为期两年半的项目，成功戒掉了毒瘾。然而在这个期间，他也“没怎么弹过吉他”。1962年，他录制了一张名为《Sound of Synanon》的专辑。也是大约在这段时间，乔·帕斯收到了一份厚礼——一把Gibson ES-175吉他。后来的好几年内，他用这把吉他录音并且进行巡回演出，而这把吉他也成了他的标志。

## 后续职业生涯

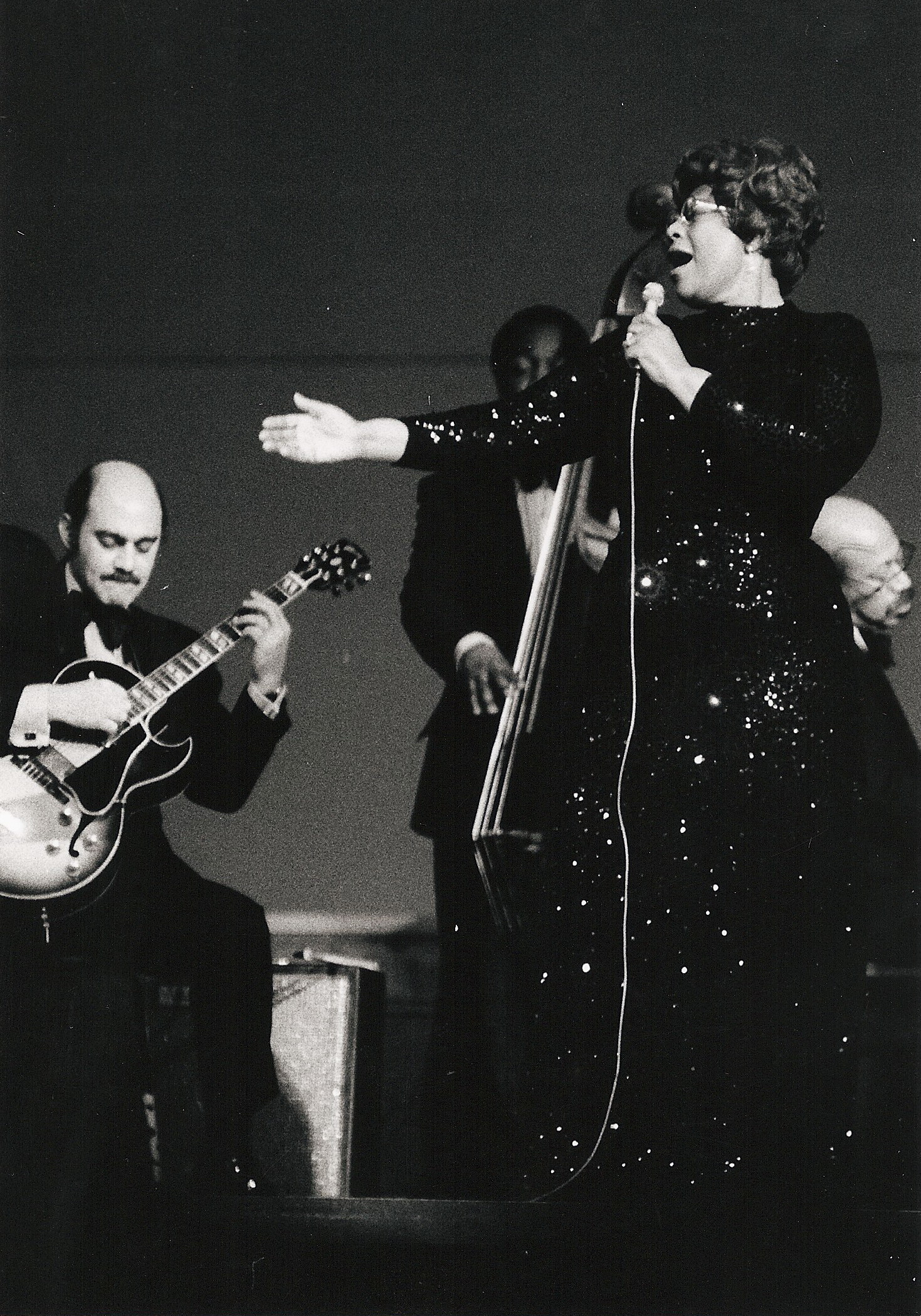
艾拉·费兹洁拉与乔·帕斯 摄于1974年

乔·帕斯在1960年代以Pacific Jazz的厂牌录制了一系列专辑，包括早期的经典《Catch Me》《12-String Guitar》《For Django》以及《Simplicity》。1963年时，乔·帕斯获得了Downbeat杂志评选的“新晋之星”奖。乔·帕斯亦与格拉德·威尔森、巴德·杉克、莱斯·麦克坎一同参与了Pacific Jazz唱片公司的录音。乔·帕斯在1965年与喬治·舍齡一同进行了巡回演出。在1960年代，他录制电视节目和进行录音工作的地方主要是在洛杉矶。
他曾经给路易斯·贝尔森、弗兰克·西纳特拉、莎拉·沃恩、乔·威廉姆斯、黛拉·芮斯、强尼·马蒂斯等人伴奏。并且参与了许多电视脱口秀，包括《The Tonight Show Starring Johnny Carson》《The Merv Griffin Show》《The Steve Allen Show》等。在1970年代初期，乔·帕斯与吉他手赫柏·艾利斯曾于洛杉矶的Donte's爵士俱乐部同台出演。这次合作促成了乔·帕斯与赫柏·艾利斯二人一同进行Concord厂牌第一张专辑的录制，专辑名称为《Jazz/Concord》（#CJS-1）。一同参与录制的乐手有，贝斯手雷·布朗与鼓手贾克·汉纳。在1970年代早期，乔·帕斯亦参与了一系列音乐书籍的编撰工作，他的《Joe Pass Guitar Style》（与比尔·思拉舍共同编写）一书被认为是爵士学生学习即兴演奏的教科书中的典范。
诺曼·格兰茨，《Jazz at the Philharmonic》的制作人，兼Verve唱片公司的创始人，在1970年签下乔·帕斯作为他新创立的Pablo唱片公司的艺人。1974年，乔·帕斯在Pablo的厂牌下发行了他里程碑式的专辑《Virtuoso》。同年，他与奥斯卡·皮特森和尼尔斯-亨宁·厄斯泰德·彼得森一同录制了《The Trio》专辑。在1970年代到1980年代间，他们三人经常在不同的场合一同出演。在1975年的格莱美奖评选中，《The Trio》专辑获得了“由团体演奏的最佳爵士乐器乐曲专辑”。在Pablo唱片公司签约期间，作为Pablo唱片公司的中坚力量，乔·帕斯亦与本尼·卡特、密尔特·杰克森、赫柏·艾利斯、祖特·西姆斯、艾灵顿公爵、迪齐·吉莱斯皮、艾拉·费兹洁拉等人一同录制专辑。
乔·帕斯与艾拉·费兹洁拉在Pablo唱片公司录制了六张专辑，直到费兹洁拉职业生涯的结束。他们共同录制的专辑有《Take Love Easy》（1973）、《Fitzgerald and Pass... Again》（1976）、《Hamburg Duets - 1976》（1976）、《Sophisticated Lady》（1975，1983）、《Speak Love》（1983）与《Easy Living》（1986）。
谈到发布于1997年的《Nuages: Live at Yoshi's, Volume 2》这张专辑，吉姆·费古森写道：
（这张专辑）作为1993年《Joe Pass & Co. Live at Yoshi's》专辑的后续，它的发布带有忧伤的色彩，贝斯手蒙蒂·巴德温（英語：Monty Budwig）与乔·帕斯都已因病辞世。然而他们所有的人，包括鼓手科林·百利（英語：Coline Bailey）与次吉他手约翰·毕萨诺（英語：John Pisano），都像平常一样用他们精湛的技术演绎着音乐……这张专辑不是次水准之作，尤其是因为它发布于乐手辞世之后。整张专辑里处处充满了能量，他记录了一位乐手职业生涯最后阶段的演出。而这位乐手，或许可以称得上是韦斯·蒙哥马利之后最伟大的主流爵士吉他手。

## 遗产

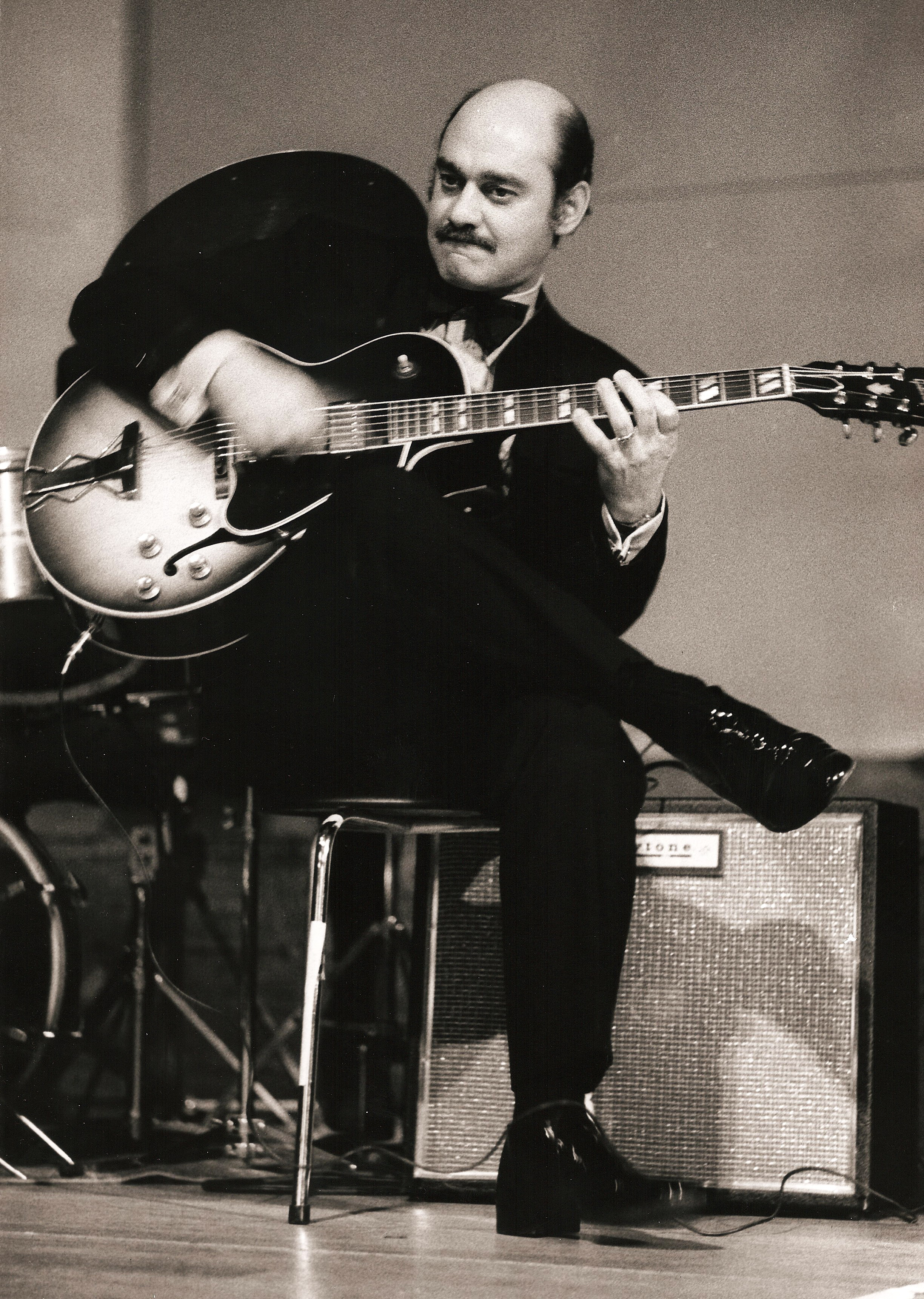
乔·帕斯在音乐会中演奏它著名的Gibson ES-175吉他 摄于1974年

乔·帕斯不仅与其他乐手一起演奏，他也被爵士乐社群认为是富有影响力的独奏吉他手。《纽约杂志》曾提到他说：“乔·帕斯看起来就像是谁家的大叔，弹起吉他来就好像不关谁的事情一样。他被称为是‘全世界最伟大（的爵士乐吉他手）’，并且因为技艺精湛时常被人跟帕格尼尼相比较。他的琴声中确实有一种纯粹之感，让他很轻易地就从其他的一流爵士乐吉他手中脱颖而出。”他的独奏风格兼有多方面的元素，包括：高超的单音技巧、复杂的合声感觉、在即兴中采用对位法、低音提琴的手法与和弦、流畅的转调以及浪漫主义乐曲中自由的速度（義大利語：rubato）。他经常在他创作的作品中加入一些他称为是“色彩音” 的音符，按照他的观点，通过这种方式乐曲会更加复杂，并且更加与众不同（funkier）。他也经常在即兴演奏中使用旋律上的对位法，将旋律和和弦在时间上错置，或者在升调的和弦上演奏原来的旋律，并且在乐句的最后演奏升调的下行琶音。
乔·帕斯早年的风格受到了吉他手强戈·赖因哈特与萨克斯风手查利·帕克的影响，经常弹奏大段快速的连续单音构建出丰富的旋律感。他也有一个持续了一生的怪习惯，即把他的拨片掰成两半，并且拿小的那半来演奏。当他的职业生涯从合奏渐渐转为独奏之后，他更喜欢完全不用拨片，仅用手指弹奏，因为他认为这能够让他更快速直接地表达他和声上的想法。他一系列的独奏专辑《Virtuoso》（第一编到第四编）展示了他精湛的技艺。
“他精心编织着他那快速变化的和弦，并且演奏得是如此的灵活，让人难以相信人类的手指可以运动得这么快。他嘴唇上方留着小胡子、几乎全秃、眉头微皱，手指在吉他的指板上来回穿梭，就好像一个忧心忡忡的侍者应付着比座位数量还要多的宾客一样。然而他演奏出的琴声却是无比自信之作，如果没有在乐器上长时间地倾注心血的话是绝对做不到的……他每场演出的曲目中有一半是独奏。一旦当他开始独奏就仿佛进入了无人之境，没有了节奏部分的限制，他可以随心所欲地编排音乐。有时他通过利用快速的间奏打乱原曲的速度制造对比，有时他会从把曲子从迫切的情绪一下子切换到轻摇摆乐的感觉，有时他会在单音、和弦、旋律或者是低音部分来回切换——可能性似乎是无穷无尽的。幸好有人将这一切都录制到了他的新唱片里面，唱片叫做《Virtuoso》（中文：音乐巨匠），这也确实是名副其实的。”
 — 迈尔斯·金顿撰于泰晤士报1974年10月的文章中